# 艾因托爾基
36°19′58″N 2°18′5″E / 36.33278°N 2.30139°E

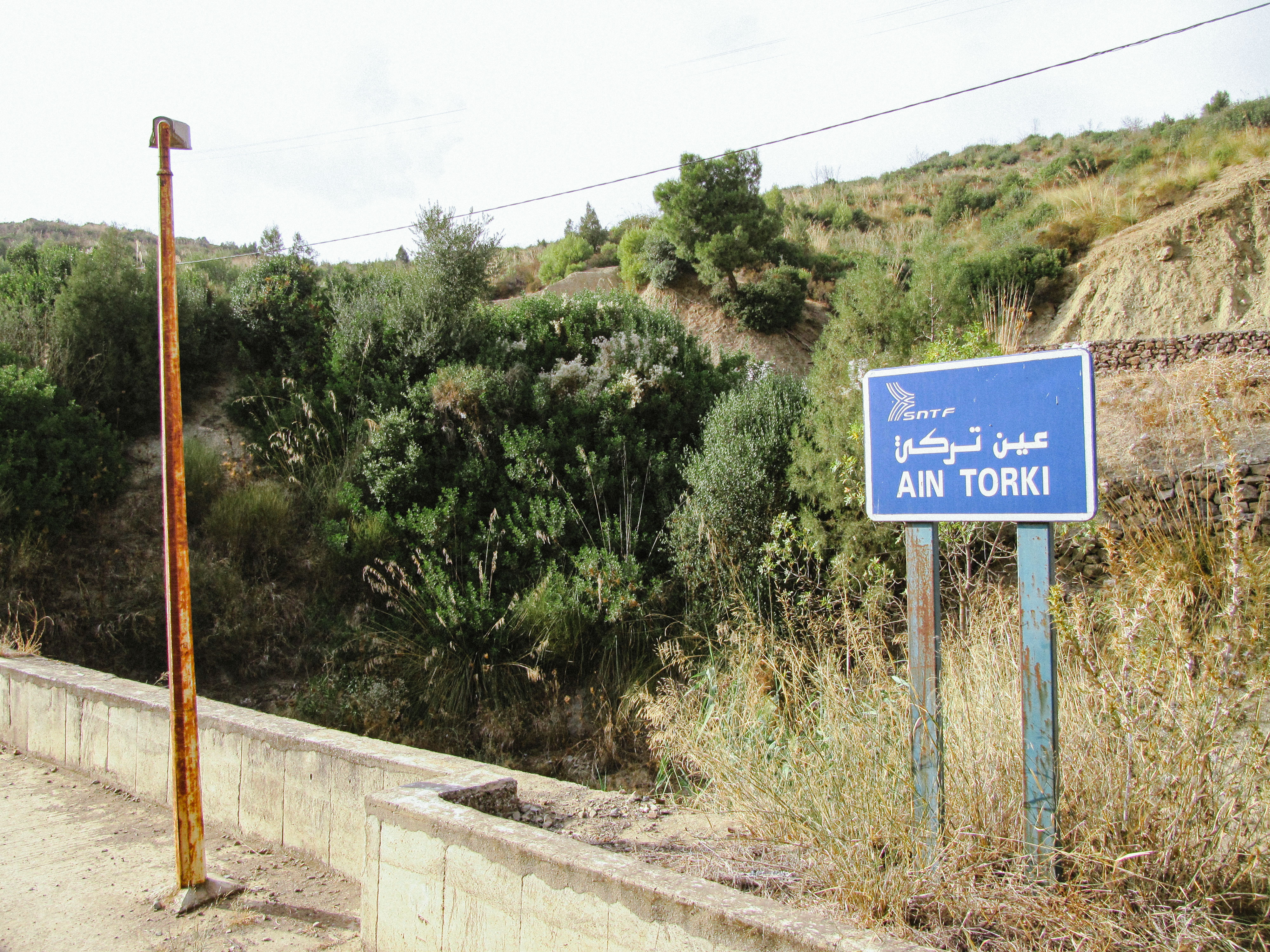
艾因托爾基

艾因托爾基（阿拉伯语：‎），是阿爾及利亞的城鎮，位於該國北部艾因迪夫拉省，由哈馬姆里加區負責管轄，面積82平方公里，2008年人口9,546，人口密度每平方公里116人。